# BL 14″/45 Mark VII
BL 14 inch gun Mk VII — британское казнозарядное 14-дюймовое (356-мм) орудие с длиной ствола в 45 калибров, разработанное для линейных кораблей типа «Кинг Джордж V».
Всего было произведено 78 орудий. На линкорах типа «Кинг Джордж V» они устанавливались в два типа башен — двухорудийные Mk II и четырёхорудийные Mk III. Два орудия из резервного запаса были установлены на береговых батареях у Дувра.
За время Второй мировой войны использовались три раза в боях с германскими линкорами. В 1941 году в боях с «Бисмарком» приняли участие «Принс оф Уэльс» и «Кинг Джордж V». В 1943 году с их помощью «Дюк оф Йорк» нанёс фатальные повреждения «Шарнхорсту». Конструкция башенных установок оказалась капризной и потребовала долгой доводки. Но даже на третьем году эксплуатации в бою с «Шарнхорстом» из-за сбоев было сделано всего 68 % выстрелов из возможных. К концу войны основной задачей линкоров стали обстрелы береговых укреплений для поддержки сухопутных войск в прибрежной зоне.
Орудие имело достаточно скромную бронепробиваемость — меньше, чем у 380—381-мм орудий линкоров других европейских стран. Она была меньше не только, чем у 406-мм орудий Mark 1 линкоров типа «Нельсон», но и 381-мм орудий Mark 1 времён Первой мировой войны. Тем не менее орудие оказалось адекватно стоявшим перед ним задачам. 356-мм орудия могли пробивать броню барбетов и башен германских линкоров, лишая их боеспособности. Этого оказывалось достаточно для того, чтобы затем сопровождавшие крейсера и эсминцы добивали обезоруженные линкоры противника торпедами.

## История разработки
После постройки «Нельсона» и «Родни» начался длительный период «линкорных» каникул. Вашингтонским соглашением закладка новых линкоров была отложена до 1930 года, а затем Лондонским соглашением до 1936 года. Только в 1933 году начались работы над проектированием новых линкоров. Встал и вопрос о разработке новых орудий для них. При выборе калибра сказались политические ограничения. Лондонское соглашение 1936 года ограничивало калибр орудий линкоров значением 14 дюймов (356 мм). Соглашение подписали только Великобритания, США и Франция. Япония не присоединилась к нему. На этот случай в договор был включён пункт о эскалации калибра — если до 1 апреля 1937 года Япония не подпишет договор, страны участницы получали возможность строить линкоры с орудиями калибра до 16 дюймов (406 мм).
Лучше всего эту коллизию было разрешить, разрабатывая параллельно орудия двух калибров — 356-мм и 406-мм. В США именно так и поступили — они вели параллельную разработку 356-мм и 406-мм орудий, а в проекте линкора «Норт Кэролайн» предусмотрели замену орудий с 356 на 406 мм. Британцы, из финансовых соображений, не смогли вести разработку орудий двух калибров. Так как 406-мм они не могли начать разрабатывать исходя из политических соображений, новые британские линкоры программы 1936 года типа «Кинг Джордж» получили вооружение из двенадцати орудий калибра 356 мм. Это было шагом назад не только по сравнению с 406-мм орудиями на предыдущем типе «Нельсон», но и по сравнению с линкорами постройки времён Первой мировой войны типов «Куин Элизабет» и «Ривендж» с 381-мм орудиями.
Тем не менее, на момент принятия решения оно не считалось однозначно плохим. На этапе предварительного проектирования линкоров была высказана мысль, что на дистанции в 80—100 каб (14,8—18,5 км) линкоры противника не смогут потопить друг друга из-за того, что вероятность попадания будет сравнительно малой. И для достижения решительного результата придётся сблизиться на дистанцию 60—80 каб (11—14,8 км). На этой дистанции калибр орудий уже не имел первостепенной важности. У 356-мм орудий на этой дистанции была достаточная бронепробиваемость. При этом они имели большую скорострельность — 2 выстрела в минуту у 356-мм против 1,5—1,7 у 406-мм орудий. При времени полёта снаряда на дистанции 60—80 каб в 20—30 сек. это преимущество в скорострельности могло быть реализовано.
Не помогла в вопросе выбора калибра и критика противников 356-мм орудий. В специальном открытом письме от 1 августа 1936 года к лордам Адмиралтейства бывший первый лорд Адмиралтейства, депутат (в то время) парламента и будущий премьер-министр Уинстон Черчилль писал:

Если бы я был на вашем месте, то ничто не заставило бы меня поддаться на принятие 14-дюймовок. Адмиралтейство попадёт в глупое положение, если вляпается в постройку пары кораблей с 14-дюймовыми пушками, в то время как и Япония, и США через несколько месяцев примутся за 16-дюймовые. Я бы подумал о возможности отложить [закладку] и наверстать упущенные полгода во время постройки. Чудовищная идея — строить британские линкоры стоимостью по 7 миллионов фунтов, которые не являлись бы сильнейшими в мире! Как говорил старина Фишер: «Британский флот всегда путешествует первым классом».— 
Спорное решение о разработке 356-мм орудий всё равно было принято. При этом в процессе самой разработки британцы столкнулись с рядом объективных трудностей. В типовой конструкции британского орудия «эпохи дредноутов» использовалась скрепление проволокой. Все остальные европейские страны ещё в Первую мировую войну перешли на стволы со скреплением цилиндрами. Проволочное скрепление стволов уже к концу Первой мировой войны считалось устаревшим. Из-за менее жёсткого ствола наблюдалось его повышенное биение при выстреле. Поэтому для соблюдения жёсткости ствола его длина на практике была ограничена примерно 45 калибрами. Так, в случае 50-калиберного 305-мм орудия проволочное скрепление привело к повышенному износу ствола и разлёту снарядов. Поэтому новые 356-мм 50-калиберные орудия британцы стали разрабатывать со скреплением цилиндрами, с «чистого листа», так как предыдущий опыт был практически не применим. Свою роль сыграло и то, что «линкорные каникулы» отрицательно сказались на сфере разработки и производства крупнокалиберных орудий. В бывшей «орудийной мастерской мира» закрывались конструкторские бюро и останавливались оружейные производства, стала наблюдаться нехватка опытных специалистов и конструкторов.
Неудивительно что сроки разработки новых орудий и установок постоянно срывались. Считалось, что для ввода в строй кораблей в 1940 году заказать орудия нужно было не позже конца 1935 года. Разработка четырёхорудийных башен началась в октябре 1935 года. По предварительным планам, озвученным на совещании в феврале 1936 года, заказ орудий должен был последовать в апреле 1936 года, первая башня должна была быть поставлена в марте, вторая в мае и третья — в декабре 1939 года, с общей готовностью первого корабля в июле 1940 года. Фактически эти планы были сорваны на 11 месяцев для четырёхорудийных и на шесть для двухорудийной башни. Первую башню поставили в феврале, вторую в апреле, а третью в мае 1940 года.

## Носители
Носителями 356-мм орудий в британском флоте были линкоры типа «Кинг Джордж V». От варианта размещения всей артиллерии в носу, как на типе «Нельсон», отказались ещё на этапе предварительного проектирования. Тому послужили две причины. Во-первых теоретически большие углы обстрела и стрельбу в кормовом секторе на практике реализовать было невозможно из-за воздействия дульных газов на надстройки. Был сделан вывод о необходимости ведения огня в кормовом секторе и размещении там как минимум одной башни. Вторым фактором стало удобство размещения дальнобойной зенитной артиллерии. При схеме «Нельсона» очень сложно было обеспечить оптимальные углы обстрела, особенно в носовом секторе. Идеальным считалось размещение зенитных установок побортно между кормовой и носовой группами башен главного калибра.
В итоге для «кингов» рассматривались схемы с линейно-возвышенным размещением двух-, трёх- и четырёхорудийных башен с расположением двух башен в носу и одной-двух в корме. Так как по договору пришлось ограничить калибр значением 356 мм, считалось важным обеспечить как можно большее количество орудий в залпе. Поэтому для 356-мм орудий рассматривались схемы с четырьмя трёхорудийными и тремя четырёхорудийными башнями. При равном количестве орудий в бортовом залпе выигрыш по массе давало использование четырёхорудийных башен, поэтому в конечном счёте в проекте 14Р остановились на схеме с размещением трёх четырёхорудийных башен по линейно-возвышенной схеме — две в носу и одна в корме. Но в финальном проекте потребовали увеличить бронирование, что решили сделать за счет уменьшения количества орудий. Рассматривался вариант установки трёх трёхорудийных башен. Но от него отказались как по причине слабого бортового залпа (другие европейские линкоры имели бортовой залп из 8—9 более крупных 380—381-мм орудий), так и из-за неудачного опыта с трёхорудийными установками «Нельсонов». В итоге требуемой экономии веса добились заменив возвышенную башню на двухорудийную.
По традиции, в британских документах башни обозначались как «А», «В» и «Y», если считать с носа. Горизонтальные углы обстрела для башен двухорудийной «В» и четырёхорудийной «Y» составляли 270°, а для носовой четырёхорудийной башни «А» — 286°. В результате в секторе от диаметральной плоскости до 45° могли стрелять 6 орудий, от 45° до 135° — все 10, от 135° до 143° — 8 — и от 143° до 180° (прямо в корму) — 4.
Одним из неудачных решений было требование обеспечить возможность стрельбы прямо по носу на нулевом угле возвышения. Это решение потом было признано ошибочным. На практике стрельба прямо вперёд не использовалась, так как при этом происходило разрушение палубы дульными газами. Из-за такого решения корпус практически не имел подъёма в носу, что повлекло за собой ухудшение мореходных качеств. Корабли считались «мокрыми», и в свежую погоду башни постоянно заливались волнами. Уплотнения орудийных амбразур оказались неудовлетворительными. Так, в бою с «Бисмарком» у «Кинг Джорджа V» вода стекала вниз, и прислуге перегрузочного отделения носовой башни «А» приходилось работать по колено в ледяной воде. Хотя затем уплотнение улучшили, башни все равно оставались «мокрыми». В 1943 году «Дюк оф Йорк» в бою с «Шарнхорстом» испытывал те же проблемы с заливанием.
По этому проекту построили самую большую серию «договорных» линкоров — пять штук. «Кинг Джордж V» и «Принс оф Уэльс» вошли в строй в самый тяжёлый для Британии период — в начале 1941 года. Старые британские линкоры имели ограниченную скорость, не превышающую 23 узлов. И им было очень тяжело противостоять германским 30-узловым «Шарнхорсту» и «Гнейзенау» и 27-узловому «Бисмарку». Поэтому новые линкоры вводились в спешке, несмотря на постоянные проблемы с орудиями главного калибра. Их доводку делали уже в процессе боевых действий. Так, на «Принс оф Уэлс» заводские команды находились на борту даже во время боя в Датском проливе. «Дюк оф Йорк» вошёл в строй к концу 1941 года, а «Энсон» и «Хау» уже в 1942 году, когда потребность в них была уже не такой острой.
В 1940-м году британцы столкнулись с необходимостью защиты от высадки германских войск на британских островах. В немецких источниках эта операция называлась «Морской лев». Для защиты Дуврского канала в спешном порядке устанавливались дополнительные береговые батареи. Для этого были использованы и орудия строившихся «кингов». Два орудия были установлены на Дуврском барраже и получили названия «Пух» и «Винни».

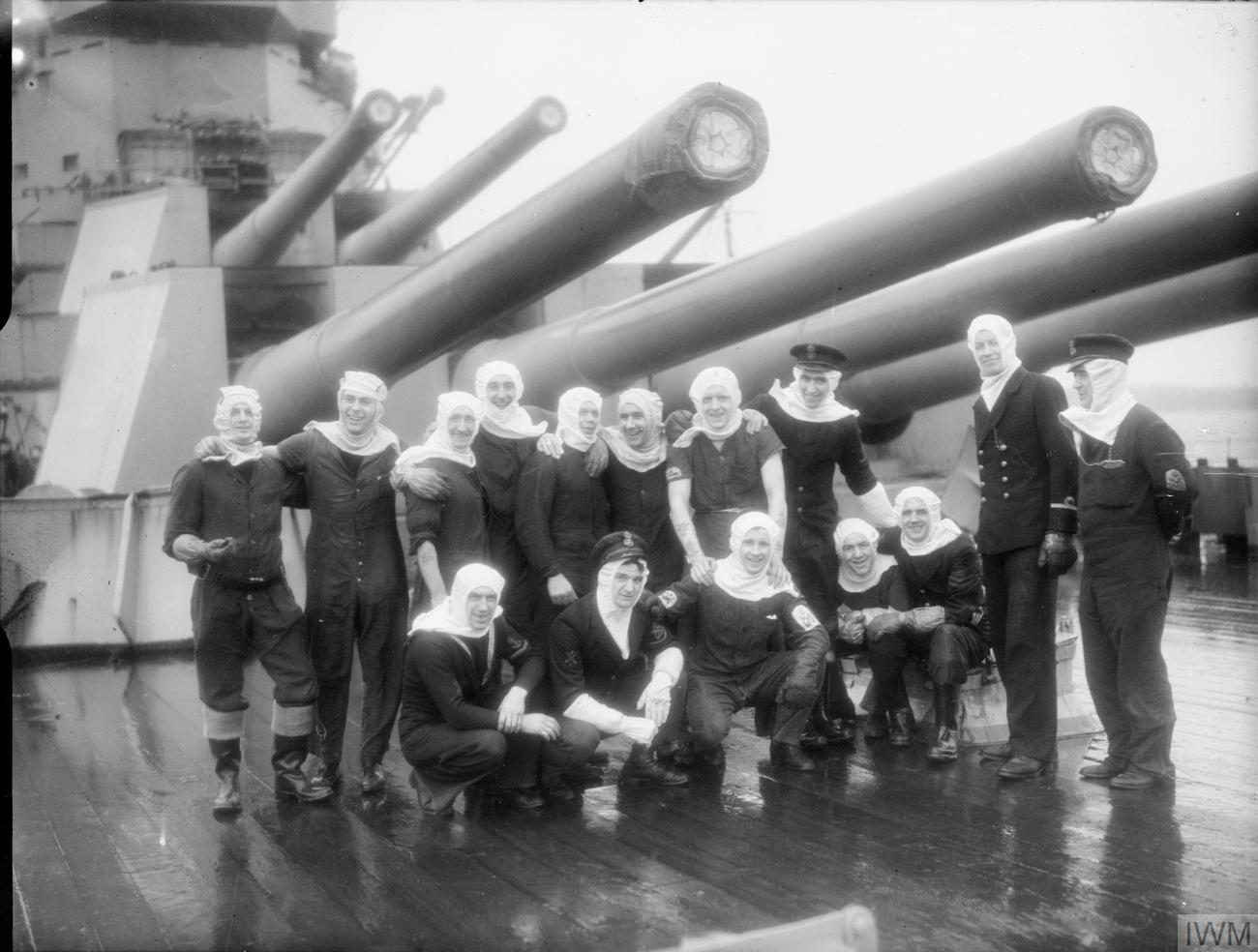
Часть штата 356-мм башен на палубе линкора «Дюк оф Йорк» после боя с «Шарнхорстом» 26 декабря 1943 года
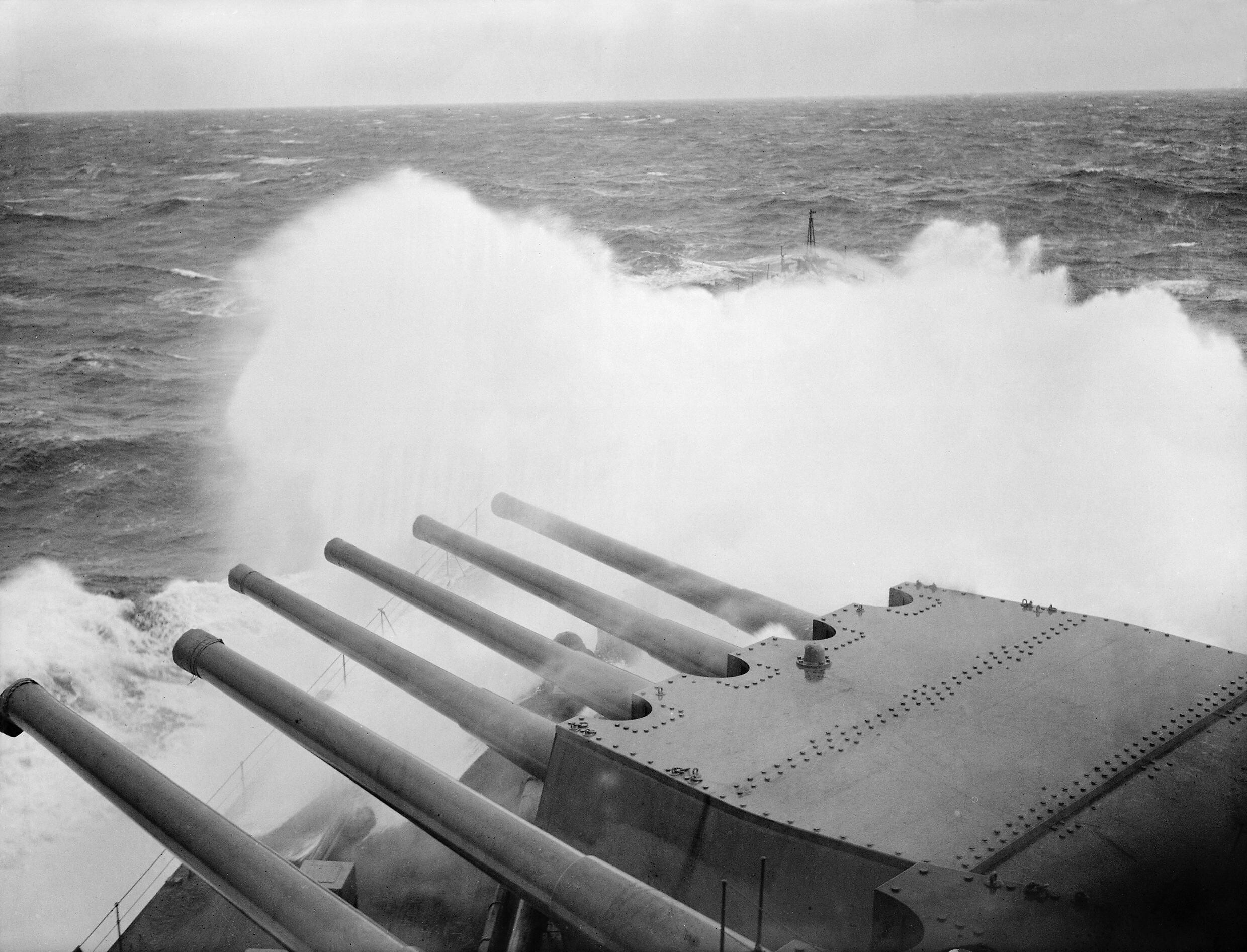
Линкор «Дюк оф Йорк» в Атлантике в декабре 1941 года. Видно, как волны заливают башни ГК
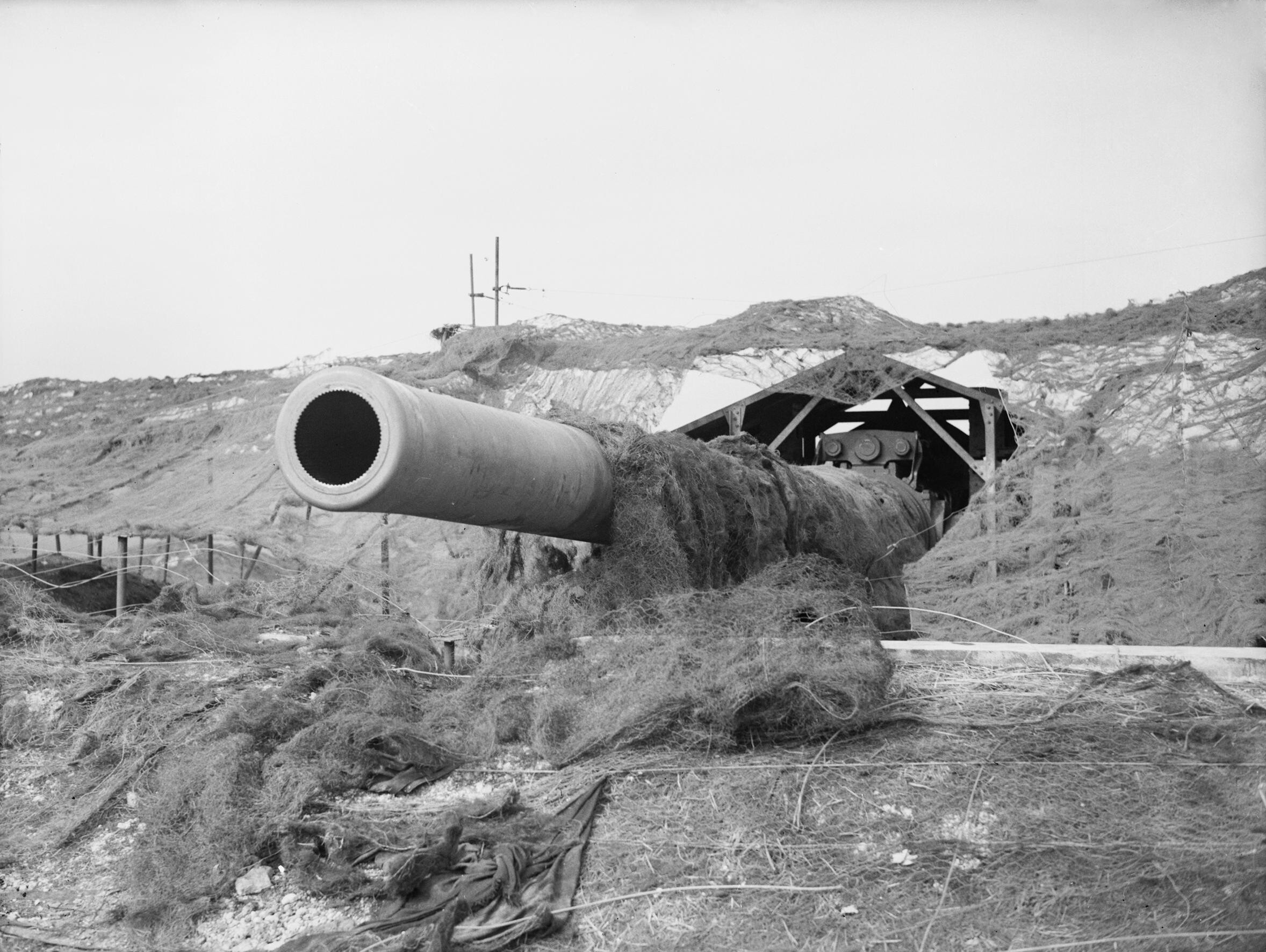
Орудие «Винни» на позиции
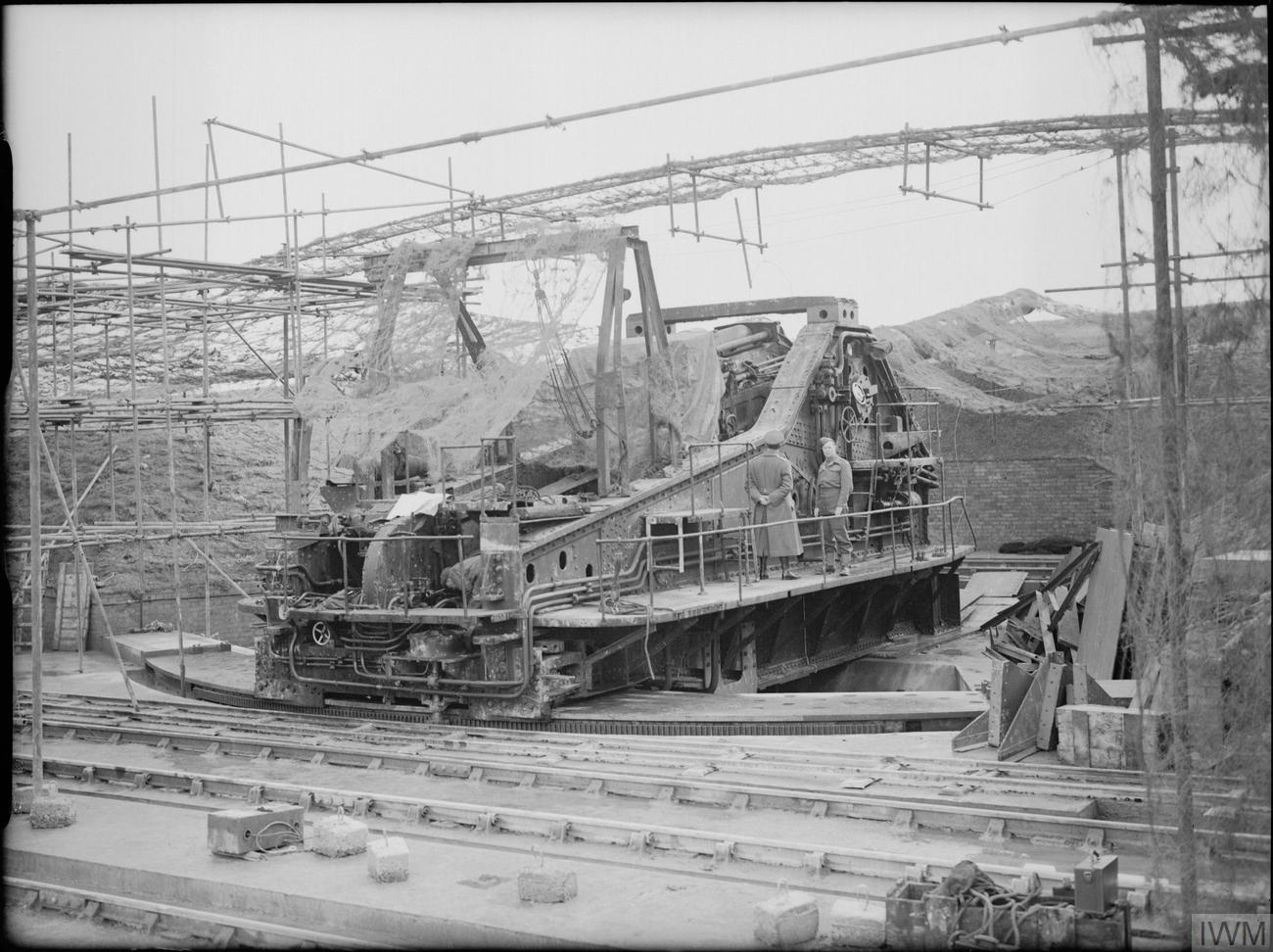
Орудие «Пух» на позиции

## Конструкция

### 356-мм орудие Мк VII
| Характеристики 356-мм орудия Мк VII     | Характеристики 356-мм орудия Мк VII | Характеристики 356-мм орудия Мк VII |
|                                         | ранние (№ 51—90)                    | поздние (№ 91—136)                  |
| --------------------------------------- | ----------------------------------- | ----------------------------------- |
| Обозначение                             | 14-inch Mark VII                    | 14-inch Mark VII                    |
| Дата разработки                         | 1937                                | 1937                                |
| Дата начала эксплуатации                | 1940                                | 1940                                |
| Калибр, мм                              | 356                                 | 356                                 |
| Длина ствола, калибров                  | 45                                  | 45                                  |
| Масса орудия с затвором                 | 80 865                              | 80 256                              |
| Масса орудия с противовесом, кг         | 92 042                              | 92 956                              |
| Длина ствола, мм                        | 16 002                              | 16 002                              |
| Длина орудия, мм                        | 16 532                              | 16 532                              |
| Длина каморы, мм                        | 2756,9                              | 2756,9                              |
| Длина нарезной части, мм                | 13 098,3                            | 13 098,3                            |
| Объем каморы, дм3                       | 360,5                               | 360,5                               |
| Нарезы, (количество) глубина×ширина, мм | (72) 2,97×9,309                     | (72) 2,97×9,309                     |
| Ширина поля нарезов, мм                 | 6,208                               | 6,208                               |
| Крутизна нарезов                        | Постоянная, 1 оборот на 30 калибров | Постоянная, 1 оборот на 30 калибров |

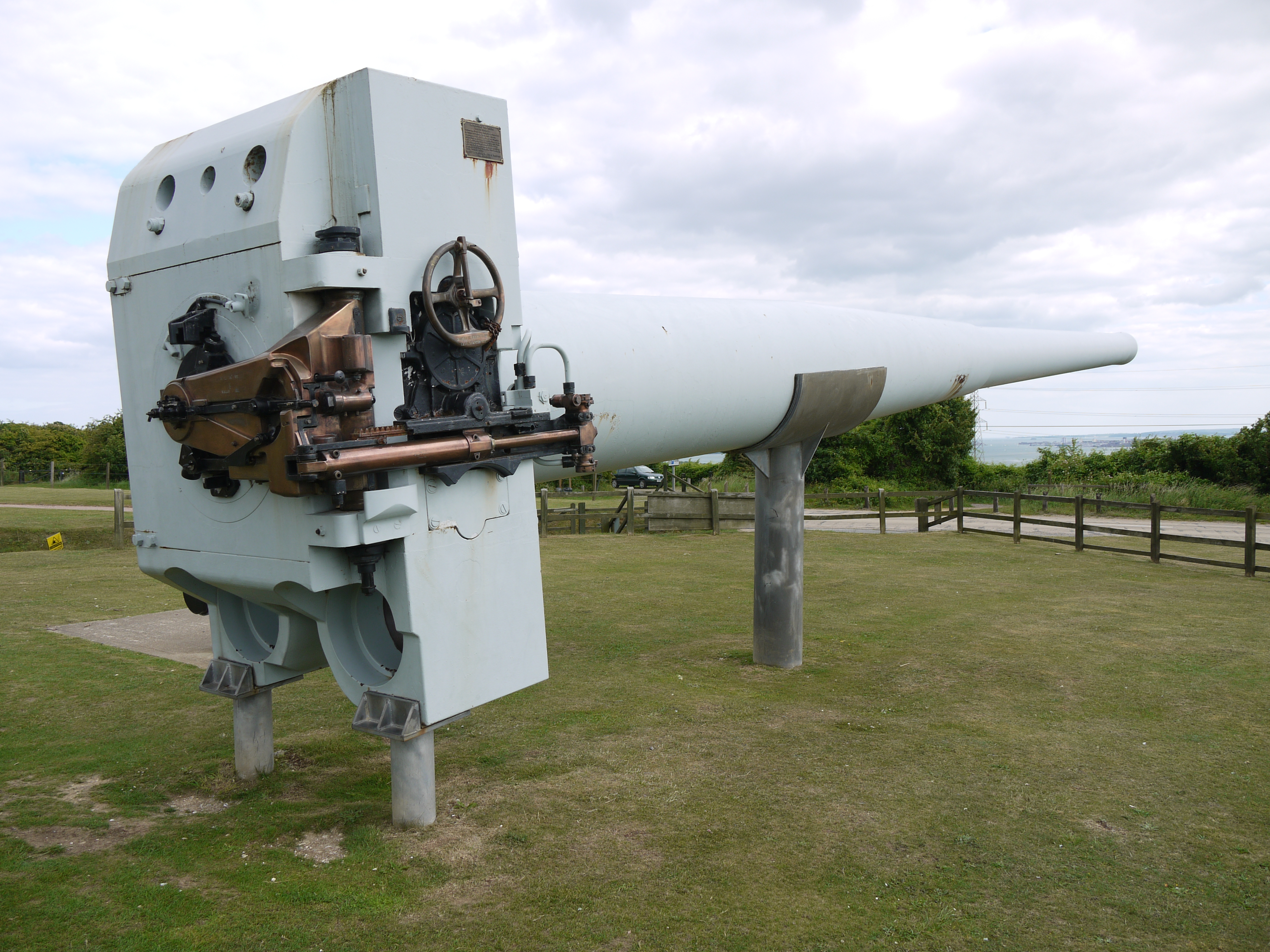
Тело орудия (ствол с затвором) в военном музее под Портсмутом. Можно рассмотреть затворный механизм и противовес сверху и снизу казённой части орудия. На противовесе видны отверстия под крепления противооткатных устройств

Для 343- и 381-мм британских орудий Первой мировой войны была характерна концепция «тяжёлый снаряд — умеренная начальная скорость». При проработке концепции 406-мм орудий для «Нельсона» были проведены тестовые стрельбы 343-мм и 356-мм обычным и облегчённым снарядом. Из-за плохого качества снарядов пришли к выводу о том, что тяжёлый снаряд склонен к разрушению при пробитии под углом, отличным от нормального. Поэтому для 406-мм орудия Mk I была принята нетрадиционная концепция «лёгкий снаряд — высокая начальная скорость». В дальнейшем это решение было признано ошибочным. Из повышенного биения короткого снаряда износ ствола был очень высоким, и живучесть ствола была низкой. Снижение проектного давления в канале ствола позволило снизить остроту проблемы, но не решило её. Ценой снижения начальной скорости значение живучести ствола улучшили до 200 выстрелов, но всё равно это было недостаточным значением. Следствие этого стала и низкая кучность стрельбы. Поэтому на своих новых 356-мм орудиях британцы вернулись к концепции «тяжёлый снаряд — умеренная начальная скорость».
Орудия для «Кинг Джорджа» получили обозначение Мk VII. Иногда высказываются утверждения, что разработка этого орудия велась на основе конструкции 356-мм орудия Мk I, созданного для чилийского линкора «Альмиранте Латторе». Но фактически между конструкциями двух орудий было мало общего. Да и вес орудия Мк I составлял 85 т, значительно больше, чем у Мk.VII. И за основу была взята конструкция экспериментального 305-мм орудия Мk XIV.
Ствол орудия Мк VII состоял из сужающейся внутренней трубы А, трубы А, кожуха казённика прямоугольной формы, поршневого гнезда внутри трубы А и муфты над казённой частью трубы А. Внутренняя труба А имела два позиционирующих выступа, первый из которых находился в 12 448,5 мм от дульного среза. Использовался поршневой затвор системы Велина с гидравлическим механизмом Асбури, общий вес которых составлял 1880 кг. Всего вместе с опытными было произведено 78 орудий — 24 королевской оружейной фабрикой, 39 на заводе Виккерс-Армстронг в Элсвике и 15 в Beardmore (англ. William Beardmore & Company). Они были двух различающихся модификаций. По первоначальному чертежу были изготовлены орудия с номерами с 61 по 90. Они имели вес 80 865 кг. Вместе с противовесом — 92 042 кг. Затем была изменена форма казённика. Сами орудия с № 91 по № 136 стали чуть легче — без затвора 80 256 кг, но с противовесом их вес вырос до 92 956 кг. Кэмпбелл упоминает, что в одном из списков было найдено обозначение Мk.VII*. По всей видимости, это должно было быть орудие с легко демонтируемым стволом. Но сведений о его производстве нет.
| Дальность стрельбы 356-мм орудия Мк VII | Дальность стрельбы 356-мм орудия Мк VII | Дальность стрельбы 356-мм орудия Мк VII |
| Тип орудия                              | Корабельные                             | Береговые                               |
| --------------------------------------- | --------------------------------------- | --------------------------------------- |
| Масса снаряда, кг                       | 721                                     | 721                                     |
| Заряд пороха                            | 153,4 кг SC 300                         | 220,4 кг SC 500                         |
| Начальная скорость снаряда, м/с         | 757                                     | 869                                     |
| Угол возвышения, °                      | 40                                      | 45                                      |
| Максимальная дальность стрельбы, м      | 35 260                                  | 46 630                                  |
| Рабочее давление в стволе, кг/см2       | 3230                                    |                                         |
| Живучесть ствола, ЭПЗ                   | 375                                     |                                         |

Ствол орудия получился достаточно лёгким — на 6 т легче, чем у Мk I. Но вся экономия была сведена на нет конструкцией башен. На 381-мм орудиях использовалось расположение цапф в центре тяжести ствола. Для снижения высоты башни новых линкоров было выдвинуто требование ограничить ход казённой части. Для этого нужно было уменьшить дистанцию от оси цапф до казённого среза ствола. Этого добились просто сдвинув оси цапф как можно ближе к казённой части. И для уравновешивания орудия на его казённую часть пришлось навесить дополнительный 11,5-т груз-противовес.
Заряд состоял из четырёх частей пороха. 722-кг бронебойному снаряду придавалась начальная скорость 757 м/с. При этом она достигалась даже меньшим давлением в канале ствола, чем у 381-мм орудия. В результате была достигнута хорошая продолжительность жизни ствола — 340 выстрелов полным боевым зарядом.
| Таблица стрельбы бронебойным снарядом с начальной скоростью 731,5 м/с | Таблица стрельбы бронебойным снарядом с начальной скоростью 731,5 м/с | Таблица стрельбы бронебойным снарядом с начальной скоростью 731,5 м/с | Таблица стрельбы бронебойным снарядом с начальной скоростью 731,5 м/с | Таблица стрельбы бронебойным снарядом с начальной скоростью 731,5 м/с | Таблица стрельбы бронебойным снарядом с начальной скоростью 731,5 м/с | Таблица стрельбы бронебойным снарядом с начальной скоростью 731,5 м/с |
| Дальность, м                                                          | Угол возвышения орудия                                                | Угол падения снаряда                                                  | Скорость снаряда при падении, м/с                                     | Время полёта, с                                                       | Бронепробиваемость, мм                                                | Бронепробиваемость, мм                                                |
| Дальность, м                                                          | Угол возвышения орудия                                                | Угол падения снаряда                                                  | Скорость снаряда при падении, м/с                                     | Время полёта, с                                                       | пояс                                                                  | палуба                                                                |
| --------------------------------------------------------------------- | --------------------------------------------------------------------- | --------------------------------------------------------------------- | --------------------------------------------------------------------- | --------------------------------------------------------------------- | --------------------------------------------------------------------- | --------------------------------------------------------------------- |
| 0                                                                     | 0                                                                     | 0                                                                     | 731,5                                                                 |                                                                       | 668                                                                   |                                                                       |
| 4570                                                                  | 2,58                                                                  | 2,80                                                                  | 658                                                                   | 6,59                                                                  |                                                                       |                                                                       |
| 9140                                                                  | 5,61                                                                  | 6,50                                                                  | 587                                                                   | 14,06                                                                 | 396                                                                   | 29                                                                    |
| 13 720                                                                | 9,26                                                                  | 11,55                                                                 | 526                                                                   | 22,57                                                                 | 335                                                                   | 50                                                                    |
| 18 290                                                                | 13,72                                                                 | 18,20                                                                 | 476                                                                   | 32,41                                                                 | 285                                                                   | 73                                                                    |
| 22 860                                                                | 19,25                                                                 | 26,38                                                                 | 445                                                                   | 43,86                                                                 | 241                                                                   | 102                                                                   |
| 27 430                                                                | 26,18                                                                 | 35,62                                                                 | 436                                                                   | 57,43                                                                 |                                                                       |                                                                       |
| 32 000                                                                | 35,97                                                                 | 46,08                                                                 | 452                                                                   | 74,97                                                                 |                                                                       |                                                                       |
| 33 380                                                                | 40,70                                                                 | 50,45                                                                 | 464                                                                   | 83,2                                                                  |                                                                       |                                                                       |

### Снаряды
Погреба были рассчитаны на 100 снарядов на ствол. Но для того, чтобы вложиться в договорные ограничения в 35 000 т британцы немного схитрили, и при расчёте стандартного водоизмещения боезапас считался по 80 снарядов на ствол.
Как уже упоминалось, для 356-мм орудий были приняты сравнительно тяжёлые снаряды. Первоначально в боекомплект входили только 722-кг бронебойные снаряды Mark VIIB с «макаровским» колпачком. Баллистический фактор (отношение массы к кубу калибра в дециметрах) около 16 — столько же, сколько у 381-мм снаряда, и значительно больше, чем у 406-мм снаряда «Нельсонов» (13,5).
Сам бронебойный снаряд Mark VIIB считался очень удачным. В Ютландском сражении была выявлена неэффективность британских бронебойных снарядов. Наибольший эффект достигался, когда снаряд, пробив броню в целом состоянии, взрывался внутри корпуса. Из-за чувствительного взрывчатого вещества (ВВ) британские снаряды оказались склонны к преждевременному подрыву, а из-за слабой прочности корпуса часто разрушались до прохождения сквозь броню. В результате ряда проведённых работ по улучшению их качества, к началу Второй мировой войны британцы смогли разработать отличные бронебойные снаряды. Снарядный стакан изготавливался из высокопрочной стали. 356-мм снаряд содержал около 2,5 % (22 кг) взрывчатого вещества. В качестве такого использовался «шеллит» — смесь 2/3 пикриновой кислоты (тринитрофенола) и 1/3 динитрофенола. За счёт последней добавки он был менее склонен к преждевременной детонации, чем применявшийся раньше «лиддит». Снаряд имел хорошо обтекаемую форму — баллистический наконечник имел оживало 6/12 crh против 5/10 crh у 381-мм снаряда. Это означало, что длина баллистического наконечника была такая же, как у оживала с радиусом 6 калибров, при гладком сопряжении с цилиндрической частью. Но фактически радиус наконечника составлял 12 калибров, и сопряжение с цилиндрической частью было под углом. Взрыватель располагался в специальной втулке, несколько удалённой от донной части. Это увеличивало вероятность его срабатывания при косых ударах. И хотя американцы считали, что их сверхтяжёлые снаряды давали большую пробиваемость по толстой броне, британцы очень высоко оценивали этот снаряд. Учитывая, что во время войны англичанам удавалось быстро выводить из строя артиллерию немецких линкоров с пробитием башен и барбетов, примерно равных по толщине калибру снаряда, становится понятно, почему англичане доверяли своим снарядам.
С конца 1942 — начала 1943 года в снарядах начал применяться краситель всплесков. Это помогало различать всплески от падения своих снарядов при групповой стрельбе нескольких кораблей. Подкрашивание производилось добавкой под баллистический наконечник пакета с красящим порошком, и оценочно вес снаряда при этом возрастал на 2,3—2,7 кг. По документации в 1946 году для «Кинг Джорджа» цвет был жёлтым, для «Дюк оф Йорк» зелёным и красным для «Хау». У «Энсона» всплески были белыми, что, скорее всего, означает, что краситель не применялся. Правда, Кофман считает, что во время войны снаряды с красителями, скорее всего, не использовались, так как групповая стрельба нескольких «кингов» по надводной цели была событием маловероятным.
На протяжении большей части войны боекомплект линкоров состоял только из бронебойных снарядов. И лишь к концу войны, когда они стали привлекаться к обстрелам берега при высадке на Сицилии, а потом и на Тихом океане, был разработан фугасный снаряд. Но на борт их бралось не большое количество — в 1943 году их было по пять снарядов на ствол, и основу боезапаса всё равно составляли бронебойные снаряды. Фугасный снаряд также имел массу 722 кг.

### Метательный заряд
Метательный заряд состоял из четырёх частей, заключённых в шёлковый картуз. В стандартном заряде для кораблей использовался порох марки SC 300 общей массой 153,4 кг. Для береговых орудий использовался повышенный заряд пороха марки SC 500 массой 220,4 кг. Порох производился в виде шнуров. В названии «SC 300» «SC» означает марку пороха, а цифра «300» — в тысячных долях дюйма диаметр фильеры, через которую выдавливался порох в процессе производства. То есть для SC 300 он составлял 0,3 дюйма (7,62 мм). В двух из четырёх картузов находился воспламенитель — 1,814 кг чёрного пороха марки G12.
В отличие от использовавшегося в годы Первой мировой войны кордита марки MD и его послевоенного варианта MC, порох SC был более безопасным порохом на нелетучем растворителе. Разработан в 1927 году после исследования британскими специалистами германского пороха RP C/12 на нелетучем растворителе. В качестве дополнительного растворителя в порохе SC использовался централит, который после выпаривания оставался в порохе и дополнительно играл роль стабилизатора. Аббревиатура SC расшифровывается как Solventless Cordite (рус. кордит на нелетучем растворителе), альтернативная расшифровка — Solventless Carbamite (рус. с использованием нелетучего растворителя централита, carbamite — синоним централита). В состав пороха SC входили 49,5 % нитроцеллюлозы (содержание азота 12,2 %), 41,5 % нитроглицерина и 9 % централита. Он был менее калорийным, чем кордит, — калорийность 970 ККал, температура горения при начальных условиях 3090°К. При производстве SC для нейтрализации остатков кислоты использовался мел, поэтому из-за наличия кальция в продуктах сгорания вспышка при выстреле была более яркой, чем у кордита. Порох в картузах находился в виде длинных шнуров.

### Башенные установки
| Количество орудий                            | 2       | 4       |
| Масса вращающейся части, т                   | 912     | 1575    |
| Диаметр погона, м                            | 7,92    | 10,82   |
| Внутренний диаметр барбета, м                | 8,99    | 12,19   |
| Расстояние между осями орудий, м             | 2,44    | 2,44    |
| Длина отката, м                              | 1,14    | 1,14    |
| Максимальная скорость подъёма стволов, °/сек | 8       | 8       |
| Максимальная скорость вращения, °/сек        | 2       | 2       |
| Цикл стрельбы, сек                           | 30      | 30      |
| Бронирование, мм                             |         |         |
| лоб                                          | 324     | 324     |
| боковые стенки                               | 224—174 | 224—174 |
| задняя стенка                                | 174     | 174     |
| крыша                                        | 149     | 149     |

Для линкоров типа «Кинг Джордж» пришлось разрабатывать два типа установок — четырёх- и двухствольную. Четырёхорудийные башни «А» и «Y» получили обозначение Mark III, а двухорудийная «В» — Mark II. Двухорудийная башня по конструкции была, по сути, половиной от четырёхорудийной. Вообще, намучавшись с трёхорудийной башней для «Нельсонов», британцы решили, что башни с чётным количеством стволов предпочтительнее, так как они позволяли лучше синхронизировать подачу боезапаса.
Хотя переход на зарядку на постоянном угле возвышения и казался шагом назад по сравнению с 381-мм установками, он был обоснован. На 381-мм установках угол максимального возвышения составлял 20°. Создать же надёжную конструкцию с заряжанием на углах возвышения до 40° было практически невозможно.
Так как цикл стрельбы орудия составлял 30 сек, переход на постоянные углы возвышения приводил к теоретической скорострельности в 1 выстрел в 40 секунд. То есть теоретическая скорострельность составляла те же 1,5 выстрела в минуту, что и у 406-мм орудий, что лишало новое британское орудия одного из козырей, на который рассчитывали при проектировании. Правда, фактически скорострельность всё-таки удалось довести до 2 выстрелов в минуту.
Лобовая броневая плита имела достаточно нетрадиционный угол установки. Она была вертикальной. С одной стороны, конструкторы посчитали, что на большой дистанции наклонная плита невыгодна, так как снаряд начинает попадать в неё на углах, близких к нормали. С другой стороны, по словам Вильяма Юренса, расчёт был на геометрию. С наклонной плитой для обеспечения больших углов возвышения амбразуры орудий получались очень большими и далеко заходили на крышу башни. При вертикальной плите амбразуры орудий получались минимальной высоты. Минимальной была и высота самой плиты, что при той же толщине позволяло уменьшить её вес. Также оси цапф получались максимально близко к лобовой плите, что уменьшало размер самой башни. Но по факту сэкономить вес не удалось. Из-за такой геометрии и большого диаметра барбета четырёхорудийной башни край барбета выступал достаточно далеко за пределы лобовой плиты. Этот участок необходимо было забронировать. Он имел площадь 10,7 м², и вес дополнительной брони составил около 13 т. С определёнными трудностями столкнулись и при изготовлении самой лобовой плиты. Да, её можно было изготовить одним листом, и она была более прочной. Но технологически сделать её было гораздо сложнее, чем несколько соединённых между собой плит.
Как уже упоминалось, орудия вышли достаточно лёгкими. Однако вся экономия была сведена на нет конструкцией башен. На 381-мм орудиях использовалось расположение цапф в центре тяжести ствола. Чтобы уменьшить длину боевого отделения 356-мм башни было выдвинуто требование уменьшить расстояние от оси цапф до казённого среза ствола. Этого добились просто сдвинув оси цапф как можно ближе к казённой части. И для уравновешивания орудия на его казённую часть пришлось навесить дополнительный 11,5-т груз-противовес. Кроме всего прочего, такое решение позволило уменьшить резерв высоты в подбашенном отделении, необходимый для свободного отката орудий при максимальном угле возвышения. Но в результате пришлось «возить» 115 т бесполезного балласта.
Несмотря на достаточно лёгкие орудия и усилия по получению башен минимальных габаритов, сами установки получились очень тяжёлыми — вращающаяся часть четырёхорудийной башни весила 1582 т, а двухорудийной — 915 т. Проектные значения были превышены примерно на 55-60 т для каждой башни, в основном из-за дополнительных устройств блокировки.
Часть веса шла на солидное бронирование. Но немалую его долю заняли и многочисленные устройства, призванные придать башне максимальную пламенепроницаемость. После горького опыта Ютланда, когда из-за взрыва погребов взлетели на воздух три линейных крейсера, британцы решили повысить пламенепроницаемость башен за счёт многочисленных механических средств. Из-за этого, несмотря на заряжание при постоянном угле, конструкция башни получилась гораздо сложнее, чем у 381-мм установок Мk I. Достаточно сказать, что общее количество подвижных деталей для четырёхорудийных установок превышало 3000.
В очередной раз было переоценено «направление главной опасности». Пороховые заряды были более склонными к детонации, чем снаряды. По опыту Ютландского сражения пришли к выводу о том, что основную опасность представляют снаряды, попадающие в погреб сверху через палубы. Поэтому на «Кинг Джорджах», как и на «Нельсоне», перешли на расположение снарядных погребов над зарядными.
Башни
Оси цапф орудий располагались только в 2,13 м от лобовой плиты. Казённая часть при подъёме ствола описывала дугу радиусом 4420 мм. Но длина отката составляла 1295 мм, и при угле возвышения орудия в 40° казённик опускался на 3,6 м ниже уровня пола боевого отделения. Орудия располагались на одинаковом расстоянии друг от друга, с расстоянием между осями около 2286 мм. Таким образом, в четырёхорудийной башне Mk III расстояние между внешними орудиями было 6858 мм.
Все орудия находились в индивидуальных люльках и имели индивидуальный привод. Угол возвышения достигал 40°, а снижения −3°. Горизонтальная и вертикальная наводка осуществлялась гидравлическими приводами со скоростью 2 и 8°/сек соответственно. Достаточно высокая скорость вертикального наведения обуславливалась в том числе тем, что заряжание осуществлялось на постоянном угле возвышения 5°. Вращение башни осуществлялось одним из двух двигателей — 160 л. с. для четырёхорудийной и 70 л. с. для двухорудийной башни, с помощью червячной зубчатой передачи. Как и на 406-мм башнях «Нельсона», на башнях Mk II и Mk III было два погона — основной, который нёс основной вес башни, и дополнительный. Дополнительный роликовый погон располагался над основным и
предотвращал перемещения башни в горизонтальном направлении.
Диаметр погона  составлял 10,6 м, а ширина боевого отделения чуть больше 11,7 м. Высота башни над главной палубой составляла 6 м, из которых нижние 3,2 м составлял неподвижный барбет. С учётом толщины брони крыши башни это давало высоту боевого отделения порядка 2,4 м. Расстояние от лобовой броневой плиты до задней изогнутой стенки составляло 12,2 м. Барбет возвышенной двухорудийной башни имел высоту 6,7 м, а диаметр погона составлял 8,99 м. Высота четырёхорудийной башни от крыши до дна подачной трубы составляла 16,15 м и 21,9 м для двухорудийной башни.
Зарядное перегрузочное отделение
На уровне зарядного перегрузочного отделения подачная труба имела прямоугольное сечение. Она содержала четыре двухуровневые клети-зарядника для пороховых зарядов, расположенных бок о бок. Для двухорудийной башни их было только два. В нижней части подачной трубы находилась кольцевая платформа, вращающаяся вместе с башней. Платформа находилась на одном уровне с палубой. С одной стороны платформы находились два загрузочных механизма для подачи зарядов в два центральных зарядника. С противоположной стороны находились механизмы подачи в наружные зарядники. Механизмы подачи имели двухуровневые лотки, которые располагались на том же уровне, что и лотки зарядника в его нижнем положении. Механизмы зарядки отделялись от подачной трубы скользящими огнестойкими заслонками.
Четвертинки зарядов из погребов по роликовому транспортёру перемещались в огнестойкий лоток с гидравлическим приводом. Лоток поднимался на короткое расстояние до уровня перегрузочного отделения. Таких подъёмников было четыре для погреба башен «А» и «В». Из-за нехватки высоты для башни «Y» два из четырёх подъёмников были заменены на парные водонепроницаемые двери-шлюзы. В перегрузочном отделении четверти зарядов перекатывались (для прошедших через люк — передавались) к лоткам ожидания.
На каждый лоток приходилось по два полузаряда. Зарядник оснащался индивидуальным двухуровневым досылателем. Система управления досылателем сначала открывала огнестойкую заслонку и затем досылала полузаряды в клеть. Все передвижения при этом имели механическую блокировку, предотвращающую неправильное срабатывание.
Снарядное перегрузочное отделение
Снарядные зарядники в своём нижнем положении совмещались с лючками подачи снарядов в их перегрузочном отделении. Это отделение также было квадратным. С каждой стороны этого отделения располагались снарядные погреба, в которых снаряды хранились в горизонтальном положении. С помощью системы подвесных талей снаряды из погреба перемещались на четыре параллельных желоба, так называемые «лотки ожидания». Каждый лоток оснащался собственным толкателем и отделялся от перегрузочного отделения вертикально скользящей водонепроницаемой дверью.
Внутри перегрузочного отделения, вокруг подачной трубы, находился поворотный стол — так называемое «снарядное кольцо». Это кольцо могло вращаться отдельно от башни, и на нём находились четыре группы желобов, через каждые 90°. Для четырёхорудийных башен кольцо содержало 16 снарядов — четыре группы по четыре желоба, а для двухорудийной 8 — четыре группы по два снаряда.
В положении «к кораблю» снарядное кольцо устанавливалось желобами напротив стенок погребов. Заслонки открывались, и с «лотков ожидания» все 16 (восемь для башни «В») снарядов перемещались на снарядное кольцо. После этого, с помощью гидравлического привода, снарядное кольцо проворачивалось вокруг подачной трубы, устанавливаясь одной из групп снарядов напротив заслонок, отделяющих их от снарядных зарядников. Поворотный стол блокировался в положении «к подачной трубе» и дальше вращался вместе с башней.
Снаружи подачной трубы, над снарядным кольцом, находилось небольшое помещение с блоком управления. В положении «к подачной трубе» блок располагался над группой снарядов. Из блока выступали четыре головки толкателя, с помощью которых снаряды перемещались с поворотного стола в снарядные зарядники.
Снарядное кольцо имело зубья, нанесённые на внутренний и внешний обод. Внешние зубья сопрягались с редуктором с приводом от гидравлического двигателя, закреплённого на палубе снарядного перегрузочного отделения. Внутренние зубья сопрягались с шестернёй, приводимой во вращение вторым двигателем, расположенным на подачной трубе.
Контрольная панель в перегрузочном отделении управляла установкой кольца в положение «к кораблю» и включала рычаг, контролирующий поворот кольца из положения «к подачной трубе» в положение для зарядки из погреба. Там же находился рычаг, управляющий запирающими болтами, блокирующими кольцо в положении «к кораблю». Вторая панель в блоке управления, закреплённом на подачной трубе, содержала рычаг, управляющий работой снарядных толкателей и работой болтов, блокирующих кольцо в положении «к подачной трубе». На этой же панели находился рычаг управления двигателем, закреплённым на подачной трубе. С этой панели управления кольцо отзывалось в положение «к подачной трубе», и происходило управление процессом подачи снарядов в снарядные подъёмники. Оба двигателя были гидравлически связаны друг с другом и фактически управлялись с обеих консолей. При этом гидромеханическая блокировка предотвращала выставление управляющих рычагов в конфликтующие положения. Двойное управление нужно было потому, что оператору в перегрузочном отделении сложно было контролировать установку кольца в положение «к подачной трубе». Оператор в отделении снарядных толкателей не мог контролировать точную установку кольца в положение «к кораблю».
Закреплённый на палубе двигатель имел мощность 24 л. с., а в приводе использовалась червячная передача и гибкая и фрикционные муфты, допускающие эксцентриситет и сдвиг уровня кольца относительно палубы на 25 мм вверх или вниз. Второй двигатель, закреплённый на подачной трубе, имел ту же мощность, но без возможности компенсации эксцентриситета и сдвига уровня кольца.
Полностью загруженного снарядного кольца хватало на четыре полных залпа. Но с ним могли возникнуть проблемы — на участке стыковки как к снарядному погребу, так и к подачной трубе. Проблемы именно на этом участке возникли на «Принс оф Уэльс» и «Кинг Джордже» во время боя с «Бисмарком».
Исходя из чертежей видно, что снаряды помещались в снарядные подъёмники наконечником вперёд, то есть уже в том положении, в котором они должны были подаваться в зарядную камору.
Рабочее отделение
В рабочем отделении происходила перегрузка снарядов и зарядов из нижней части системы подачи в зарядники, которые уже поднимались непосредственно к орудиям в боевом отделении. Но напрямую это сделать было невозможно, так как расстояние между орудиями было гораздо больше расстояния между линиями подачи в нижней части системы подачи. Поэтому перегрузка боеприпаса осуществлялась в промежуточный транспортёр, а уже оттуда в зарядники боевого отделения. В своём нижнем положении снарядный лоток находился на 7 м ниже уровня пола рабочего отделения, а зарядный ещё на 2,4 м ниже. Зарядный и снарядный зарядники имели привод от лебёдок с барабанами двух диаметров. Диаметр барабанов был подобран таким образом, чтобы при подъёме зарядный лоток нагонял снарядный, и они прибывали в рабочее отделение вместе.
Пройдя по элеватору, в своём верхнем положении четыре составных зарядника останавливались напротив трёхуровневого толкателя «элеваторный зарядник-транспортёр». Траспортёр представлял собой трёхуровневую тележку. На двух нижних уровнях находились по два полузаряда. А на верхнем — снаряд. С помощью толкателя боеприпасы с элеваторных зарядников перемещались на транспортёр. Транспортёра было четыре — по одному для каждого орудия, и перемещались они по рельсам, которые были для них общими. Рельсы были расположены перпендикулярно оси орудий, и транспортёры перемещались поперёк башни. По ним каждый транспортёр с помощью гидравлического привода помещался напротив зарядников боевого отделения, находящихся в нижнем положении. Так как последние поднимались вертикально, то каждый транспортёр фактически останавливался напротив своего орудия. По прибытии на место транспортёр располагался напротив ещё одного трёхуровневого толкателя — «транспортёр — зарядник боевого отделения». С помощью этого толкателя боеприпасы перемещались в обратном (по отношению к направлению работы первого толкателя) направлении. В центре рабочего отделения находился так называемый «мост» — помост, в сечении имеющий форму буквы «П» и охватывающий ствол нижних элеваторов. Через этот «мост» шли три жёлоба к каждому из зарядников боевого отделения. Через эти желоба толкатель и перемещал боеприпасы на зарядник.
Такая компоновка рабочего отделения позволяла легко расположить четыре орудия в боевом отделении. Но любое повреждение рельсового пути или заедание одного из транспортёров приводило к выводу из строя системы подачи для всех орудий в башне.
В рабочем отделении находились два управляющих пульта. На первом находились рычаги управления элеватором подачи снарядов и зарядов из перегрузочного отделения и рычаг управления толкателем «элеваторный зарядник — транспортёр». На втором пульте находились рычаг управления транспортёрами и рычаг управления досылателем «транспортёр — зарядник боевого отделения».
Боевое отделение
В боевом отделении возле каждого орудия был пульт с четырьмя рычагами. Левый рычаг при перемещении в положении «замкнут» приводил орудие в положение для зарядки — к углу возвышения 5°. При этом набор клапанов в гидравлической системе был подобран таким образом, чтобы движению рычага вперёд соответствовало движение казённика орудия вверх, если угол возвышения был 5°, либо чтобы казённик двигался вниз, если угол возвышения был больше. Следующим рычагом открывался или закрывался затвор. Третьим поднимался или опускался зарядник. А четвёртым прибойник двигался вперёд либо возвращался обратно.
Все четыре рычага имели последовательную блокировку. Рычаг прибойника не мог быть приведён в действие, пока рычаг зарядника не стоял в положении «поднят». В свою очередь этот не мог быть перемещён, пока рычаг затвора не стоял в положении «открыт». Рычаг затвора был заблокирован, пока рычаг перемещения орудия не стоял в положении «замкнут».
Когда затвор был открыт и трёхуровневый зарядник стоял на своём месте, рычаг прибойника перемещался в положение «трамбовка». Поршень цепного прибойника выдвигался вперёд и загонял снаряд в камору. После этого рычагом прибойник возвращался обратно. Цепь прибойника при этом уходила в кожух, находящийся под полом боевого отделения. Зарядник автоматически поднимался на один уровень, устанавливая напротив каморы два полузаряда. Рычаг прибойника опять приводился в положение «трамбовка», и прибойник загонял два полузаряда в камору. При этом движение прибойника автоматически ограничивалось, так как заряды было нужно загнать в камору на меньшее расстояние, чем снаряд. При возврате прибойника зарядник поднимался на ещё один уровень вверх, устанавливая в положение для зарядки два последних полузаряда. Рычаг прибойника нажимался третий раз, и заряды загонялись в камору. После третьего возврата прибойника рычаг управления зарядника разблокировался. Он устанавливался в положение «вниз», и пустой зарядник опускался в рабочее отделение. При этом затвор закрывался, и разблокировался рычаг возврата орудия в положение для стрельбы.
Такая последовательность заряжания могла производиться для всех четырёх орудий одновременно при полнозалповой стрельбе. При стрельбе полузалпами в первом участвовали левое внешнее и правое внутреннее орудия, а затем другая пара. Также орудия могли стрелять и заряжаться по одному. Использование снарядного кольца облегчало переход на другой вид боеприпаса. Две из четырёх групп снарядных лотков могли быть заряжены бронебойными снарядами, а остальные две — фугасными. Тогда любой из этих типов снарядов был готов для немедленной подачи в боевое отделение.

## Система управления стрельбой
В систему управления артиллерийским огнём (СУАО) на линкорах типа «Кинг Джордж» входили два командно-дальномерных поста (КДП) в носовой и кормовой части надстройки и центральный артиллерийский пост (ЦАП), расположенный под главной броневой палубой. Данные по дальности и пеленгу на цель с КДП поступали в ЦАП. Так как цель двигалась относительно корабля, а полёт снаряда занимал определённое время, нужно было рассчитать так называемую «точку упреждения» — место, куда придёт цель, когда до неё долетит снаряд. Поэтому в ЦАП с помощью аналогового вычислителя обрабатывались дальность и пеленг на цель, учитывались параметры движения цели и собственного корабля, скорость ветра и плотность воздуха и рассчитывались дальность и направление в точку упреждения. Согласно таблиц стрельбы, с учётом износа орудий рассчитывались углы наведения орудий. Эти данные передавались в башни. В башнях задачей наводчиков было повернуть башню и поднять орудие в нужное положение. После этого они сигнализировали о готовности открыть огонь, и раздавался залп. В КДП находились два наводчика, которые с помощью кнопок отмечали «недолёт», «накрытие», «перелёт», — один по дальности, второй по направлению. Эти данные поступали в ЦАП и учитывались для поправок при следующем выстреле. Система была достаточно примитивной, но работала надёжно и выдавала неплохие результаты на практике.
В качестве резервных постов управления могли применяться сами КДП главного калибра, кормовой запасной пункт управления и вспомогательный пункт управления в возвышенной башне «В». Для этого на башне устанавливался сдвоенный 30-футовый (9,14-метровый) дальномер. Оба КДП на первых двух кораблях серии оснащались 15-футовыми (база 4,57-м) дальномерами. На остальных трёх кораблях на носовом КДП устанавливался 22-футовый (база 6,7-м) дальномер.
Также каждая башня имела средства для индивидуального ведения огня. В них входили пост локального управления (LDS — local director sight) с бинокулярным прицелом и сервоприводом и аналоговый вычислитель. Последний был упрощённым вариантом вычислителя, устанавливаемого в ЦАП. Пост в четырёхорудийных башнях располагался между левой парой орудий, а вычислительное устройство — в специальном звукоизолированном помещении, располагавшемся внутри барбета под левым внутренним орудием.
Для локального наведения в четырёхорудийных башнях «А» и «Y» располагались 12,5-метровые дальномеры, а в возвышенной «В» — сдвоенный 9-метровый. Локальное управление оценивалось довольно высоко. Но оно не имело возможности получать данные от артиллерийских РЛС, и из-за низкого расположения постов управления дистанция стрельбы при локальном управлении не превышала 6—8 миль.
В начале 1940-х годов бурно развивались радиолокация, и на «кингах» при вводе в строй на носовом КДП стояли дециметровые РЛС «Тип 284». Радар мог отслеживать как цель, так и всплески от падения своих снарядов. Чуть позже поступила на вооружение его модификация «Тип 284М». Она стояла в 1943 году на «Дюк оф Йорк» во время боя с «Шарнхорстом». К середине войны его заменили на более совершенные «Тип 274». «Принс оф Уэльс» из-за своей гибели получить его не успел. На «Дюк оф Йорке» и «Энсоне» поставили пару сантиметровых радаров «Тип 274» на носовом и кормовом КДП. Но эти РЛС были дефицитными, поэтому на «Кинг Джордже» и «Хау» «Тип 274» стояла только на носовом КДП, а в дополнение к ней на кормовом КДП поставили пятую РЛС «Тип 285». Кэмпбелл утверждает, что на «Кинг Джордже» и «Хау» РЛС «Тип 284» осталась и стояла на кормовом КДП.
| Характеристики артиллерийских РЛС               | Характеристики артиллерийских РЛС | Характеристики артиллерийских РЛС | Характеристики артиллерийских РЛС |
| Тип РЛС                                         | 284                               | 284М                              | 274                               |
| ----------------------------------------------- | --------------------------------- | --------------------------------- | --------------------------------- |
| Частота, МГц                                    | 600                               | 600                               | 3296                              |
| Длина волны, см                                 | 50                                | 50                                | 9                                 |
| Мощность импульса, кВт                          | 25                                | 150                               | 400                               |
| Длительность импульса, микросекунд              | 2                                 | 1                                 | 0,5                               |
| Дальность, м                                    | 21 950±110                        | 27 430±23                         | 36 580±23                         |
| Ширина луча, °                                  | 8                                 | 8                                 | 2                                 |
| Точность определения направления, угловых минут | ±30                               | ±5                                | ±3                                |

Следует отметить, что полностью заменить РЛС оптические средства британцам не удалось. Даже в конце 1943 года в бою с «Шарнхорстом» «Дюк оф Йорк» использовал не только РЛС, но и вёл стрельбу по данным оптических средств. В целом же британская система центральной наводки оценивалась весьма высоко. Во всех трёх боях с применением 356-мм орудий система управления хорошо удерживала цель, обеспечивая 5—7 % процентов попаданий на дистанции в 6—8 миль.

## Служба
356-мм орудия были использованы в трёх артиллерийских боях с участием линкоров. «Кинг Джордж» и «Принс оф Уэльс» были привлечены к охоте за германским рейдером — линкором «Бисмарк». Следует отметить, что приступая к действиям против «Бисмарка», британские корабли не провели положенного цикла боевой подготовки — по требованиям приёмки военного времени нужно было провести по 25 выстрелов на орудие. «Кинг Джордж» был отозван со стрельб 15 января 1941 года, чтобы доставить нового британского посла лорда Галифакса в США, и полный цикл испытаний был проведён только для одной башни. «Принс оф Уэльс» даже не начал цикл подготовки и ушёл в бой, едва завершив дооборудование, так что при выходе из Росайта его на борту всё ещё продолжали трудиться специалисты фирмы «Виккерс-Армстронг».
Бой в Датском проливе
Германское соединение в составе линкора «Бисмарк» и тяжёлого крейсера «Принц Ойген» прорывалось в Атлантику. В Датском проливе 24 мая 1941 года они были перехвачены британским соединением, в которое входили линейный крейсер «Худ» и линкор «Принс оф Уэльс». По ряду причин британцы оказались в невыгодном тактическом положении — они шли на противника под острым курсовым углом, и в начале боя «Принс оф Уэльс» мог использовать только шесть орудий в носовых башнях.
Первый залп «Принс оф Уэльс» дал по «Бисмарку» с дистанции в 120 каб (22,2 км). Стреляли только три орудия из носовой четырёхорудийной башни — одно из орудий не действовало. Залп лёг с большим перелётом, что было неудивительно. Обнаружились проблемы с СУАО. Длиннобазные дальномеры на башнях заливались водой и были бесполезны. Наведение осуществлялось только по данным 4,6-м дальномера на носовом КДП. РЛС «Тип 284» также использовать не удалось — её экран был забит интерференционными помехами.
К проблемам с СУАО добавились ещё и сбои в установках 356-мм орудий. Только двухорудийная башня «В» работала как положено, а в четырёхорудийных установках отмечались постоянные поломки, и орудия в них постоянно пропускали залпы. Экипажу и представителям «Виккерс-Армстронга» приходилось исправлять поломки по ходу боя.
Второй залп также лёг с перелётом. «Принс оф Уэльс» начал пристрелку «лестницей» — 3-й и 4-й залпы шли с уменьшением дистанции на 400 ярдов (360 м) и 350 ярдов (300 м) по направлению. Носовая башня «А» страдала из-за постоянного заливания. Волны проходили по верхней палубе, разбиваясь о барбет, и вода проливалась в подбашенное отделение через щели. Из-за засорившихся шпигатов воду нельзя было спустить, и обслуга работала по колено в воде, пока башню не заклинило. Из-за быстрой гибели «Худа» и проблем с ГК «Принс оф Уэльс» прекратил решительное сближение и, поставив дымзавесу, отвернул от противника. Во время поворота один из снарядов в снарядном кольце кормовой башни «Y» выскользнул из желоба и заклинил кольцо, прервав подачу боезапаса. Устранить поломку смогли только через 2 часа. Капитану «Принс оф Уэльс» не оставалась больше ничего, кроме как выйти из боя.
Бой продолжался 12 минут. Дистанция в момент прекращения боя была 71—72 каб. Всего «Принс оф Уэльс» дал 18 залпов, в которых должны были участвовать 74 орудия. Но из-за сбоев было сделано только 55 выстрелов (74 %). Накрытия были только в 6, 9 и 13-м залпах. Всего в «Бисмарк» было три попадания. Одним снесло в море шлюпку. Два других были более существенными. Один из снарядов упал близ борта в районе носовой надстройки и, пройдя под поясом, пробил ПТЗ. Были затоплены помещения левого борта генераторного отсека № 1 и щитовая № 4. Третий снаряд попал в носовую часть приблизительно посередине между форштевнем и носовой башней главного калибра. Снаряд прошёл насквозь, пробив два водонепроницаемых отсека. В итоге «Бисмарк» принял 2000 т воды, и его скорость упала на 2 узла. Из-за повреждения системы подачи германский линкор лишился доступа к 1000 тонн нефти. Поэтому германский адмирал Лютьенс прекратил операцию, направив «Бисмарк» в Брест.
Последний бой «Бисмарка»
До Бреста германский линкор дойти не смог. Адмирал Тови срочно собрал соединение, куда вошли линкор «Кинг Джордж» и отозванный из охранения конвоя линкор «Родней», бросившись за ним в погоню. «Бисмарк» находился далеко впереди, и британские линкоры догнать его не успевали. Помогли действия авианосцев. Торпеда с «Суордфиша», базировавшегося на авианосце «Арк Ройал», попала «Бисмарку» в корму, заклинив руль в положении 20° на левый борт. Германскому линкору пришлось развернуться против волны и, отрабатывая винтами, идти на север, навстречу британским кораблям.
Британские линкоры вышли на «Бисмарк» утром 27 мая. Англичане подходили с западного направления. С северо-востока дул шестибалльный ветер. Английским кораблям мешал дым из собственных труб, но зато «Бисмарк» не мог воспользоваться дымзавесой. Тови берёг «Кинг Джордж», и первым шёл лучше защищённый и вооружённый «Родней». По данным дальномеров «Кинг Джордж» определил дальность до германского линкора в 24 000 ярдов. Но тут свою положительную роль сыграл радар «Тип 284». По его данным дальность составила 25 000 ярдов, и данные для расчёта стрельбы были скорректированы.
«Кинг Джордж» открыл огонь на минуту позже «Роднея» в 8:48 с дистанции в 24 600 ярдов (22,5 км). С первым залпом оператор радара запутался, приняв за свои всплески от снарядов «Роднея», из-за чего «Кинг Джордж» первое время давал перелёты. Но дальше он исправился, и «Кинг Джордж» начал давать накрытия. «Бисмарк» периодически скрывался в пороховом дыму, но благодаря наличию у «Кинг Джорджа» артиллерийского радара это не являлось помехой. РЛС «Тип 284» прекрасно показала себя, хорошо держа цель, — из 34 залпов 14 легли накрытием, и только два под её контролем выбились по пеленгу. Радар вышел из строя в 09:13 — из-за сотрясений от собственной стрельбы разрушилась пайка. К этому времени дистанция сократилась до 12 400 ярдов (11,3 км). Хотя «Родней» находился ближе к цели, ему без радара пришлось сложнее, и он за то же время смог добиться 8 или 9 накрытий. К этому времени «Бисмарк» лишился двух носовых башен ГК и носового КДП. Определить, чьи это попадания, сложно.
К этому времени противники разминулись на контркурсах, и в 9:15 Тови дал сигнал развернуться на 180°. С 9:10 «Бисмарк» открыл огонь из кормовых башен по «Кинг Джорджу» под управлением кормового КДП. Но через три минуты, за которые он успел дать только четыре залпа, на нём вышел из строя кормовой КДП. Его башни перешли на локальное управление. Но из-за повреждений и попаданий в 9:21 прекратила огонь башня «D», а в 9:31 замолчала и башня «С». Учитывая отсутствие радара и проблемы с орудиями у «Кинг Джорджа», скорее всего, эти успехи принадлежат «Роднею». В итоге за первые 45 минут боя «Бисмарк» лишился всех КДП и орудий главного калибра.
С 9:29 до 9:53 «Кинг Джордж» использовал РЛС «Тип 279» для определения дальности, и достаточно успешно. В первые 9 минут её использования «Кинг Джордж» добился 4 накрытий, а затем без её использования в течение 24 минут всего трёх. Первую 31 минуту боя орудия работали без особых нареканий. Но в 9:22 произошло заедание механизма подачи снарядов, аналогичное произошедшему на «Принс оф Уэльс». Башня «А» вышла из строя на 30 минут. В башне «Y» также все четыре орудия выходили из строя, но на меньшее время — 7 минут. На несколько минут выходила из строя и башня «В». Кроме выхода из строя башен полностью, случались и заминки с отдельными орудиями. Но в целом двухорудийная башня, как и в случае с «Принс оф Уэльс», показала себя значительно лучше. В определённые промежутки боя действовала только она, и эффективность огня «Кинг Джорджа» составляла только 20 %.
К 9:52 «Кинг Джордж» сбросил скорость до 12—14 узлов, а дальность составила порядка 7500 ярдов (6,9 км). Но из-за дыма условия стрельбы были очень плохими, и с 9:54 до 10:09 «Кинг» добился только трёх накрытий. К этому времени бой превратился в расстрел «Бисмарка». В 10:05 Тови приказал сблизиться, и к 10:18 «Кинг Джордж» подошёл к «Бисмарку» на 3000 ярдов (2,7 км). Германский линкор превратился в пылающий костёр, но плохо набирал воду и тонуть не хотел. На британских линкорах кончалось топливо. Поэтому в 10:21 Тови приказал прекратить огонь и взять курс домой, предоставив крейсерам возможность добить «Бисмарк». «Дорсертшир» выпустил в германский линкор три торпеды, и он затонул.
| Расход 356-мм снарядов Mark VIIB линкором «Кинг Джордж V» в бою с «Бисмарком» 27 мая 1941 года | Расход 356-мм снарядов Mark VIIB линкором «Кинг Джордж V» в бою с «Бисмарком» 27 мая 1941 года | Расход 356-мм снарядов Mark VIIB линкором «Кинг Джордж V» в бою с «Бисмарком» 27 мая 1941 года |
| Башня                                                                                          | № орудия в башне                                                                               | количество выстрелов                                                                           |
| ---------------------------------------------------------------------------------------------- | ---------------------------------------------------------------------------------------------- | ---------------------------------------------------------------------------------------------- |
| A                                                                                              | 1                                                                                              | 22                                                                                             |
| A                                                                                              | 2                                                                                              | 27                                                                                             |
| A                                                                                              | 3                                                                                              | 30                                                                                             |
| A                                                                                              | 4                                                                                              | 32                                                                                             |
| B                                                                                              | 1                                                                                              | 36                                                                                             |
| B                                                                                              | 2                                                                                              | 40                                                                                             |
| Y                                                                                              | 1                                                                                              | 21                                                                                             |
| Y                                                                                              | 2                                                                                              | 45                                                                                             |
| Y                                                                                              | 3                                                                                              | 37                                                                                             |
| Y                                                                                              | 4                                                                                              | 49                                                                                             |
| ИТОГО                                                                                          |                                                                                                | 339                                                                                            |

Потопление «Шарнхорста»
В третий раз 356-мм орудия использовались во время боя «Дюк оф Йорк» с «Шарнхорстом» 26 декабря 1943 года в условиях полярной ночи. Немецкое соединение пыталось атаковать прямой и обратный арктические конвои. Из-за плохой погоды германские эсминцы были отосланы, и «Шарнхорст» остался один. Британские крейсера, входившие в непосредственное охранение конвоя, не дали германскому линкору выйти на конвоируемые суда. И навели на него соединение адмирала Фрэзера, находившееся в дальнем охранении обоих конвоев. В его состав входил линкор «Дюк оф Йорк». При этом крейсера повредили носовой радар «Шарнхорста», и, в условиях плохой видимости, ничего не подозревая, немецкий линкор угодил в ловушку.
В 16:17 «Дюк оф Йорк» обнаружил «Шарнхорст» с помощью радара «Тип 273» на дальности в 45 000 ярдов(41 км). К этому времени «Дюк фо Йорк» был оснащён более совершенной версией артиллерийского радара «Тип 284М» и с его помощью стал сопровождать цель, начиная с 16:32, когда дистанция составляла 29 700 ярдов (27 км), в пределах дальности огня ГК. Но Фрэзер, зная преимущество «Шарнхорста» в скорости, решил бить наверняка и приказал огонь не открывать. Огонь был открыт только в 16:51 на дистанции 11 950 ярдов (10 900 м), первыми же залпами выведя из строя носовую башню «А» германского линкора. Её погреб пришлось затопить, как и погреб башни «В» из-за обнаруженного задымления. Погреб башни «В» вскоре осушили, и она могла вести огонь. Но ещё одним попаданием была выведена из строя система вентиляции, и при каждом выстреле башню заволакивало дымом. Фактически в первые минуты боя германский линкор лишился 2/3 артиллерии.
«Шарнхорст» был вооружён 280-мм орудиями, и бой с полноценным линкором для него был невыгоден. Он попытался оторваться от более тихоходного противника. Бой свёлся к погоне. Несмотря на постоянные попадания, «Дюк оф Йорк» на такой дистанции, очевидно, не мог поразить германский линкор в машинно-котельную установку, и «Шарнхорст» постепенно отрывался, отстреливаясь из кормовой башни 280-мм орудий. Ещё в 17:13 Фрэзер отдал приказ открыть по «Шарнхорсту» стрельбу торпедами. Но он запоздал со своим решением. В начале боя крейсера и эсминцы имели прекрасную возможность для открытия огня, но сейчас не могли выйти в атаку, отставая в штормовом море от противника. Сигнал о том, что они смогли выпустить свои торпеды, четвёрка эсминцев из «Force 2» передала только в 18:52.
С учётом бурного моря и зигзагообразного курса разница в скорости составляла не 4 табличных, а около 2—3 узлов, и за первые 1,5 часа «Шарнхорст» смог увеличить отрыв на 40 кабельтовых. Радар «Тип 284» на некоторое время выходил из строя, и англичанам приходилось осуществлять корректировку огня по данным наблюдения с эсминцев. К 18:20 дистанция составила 20 000 ярдов (18,3 км), и «Шарнхорст» прекратил огонь. «Дюк оф Йорк» к этому времени дал 52 залпа, из которых 31 лёг накрытием, а 16 упали не более чем в 200 ярдах (183 м) от противника. Но «Шарнхорст» уходил. Но вскоре после 18:20 удача улыбнулась англичанам. Один из 356-мм снарядов угодил в ахиллесову пяту «Шарнхорста» — вертикальный гласис над котельным отделением. Пробив его, он взорвался непосредственно в котельном отделении. Ход «Шарнхорста» упал с 29 до 22 узлов. По другой версии, это всё-таки было попадание торпеды с одного из эсминцев. Но в любом случае германский линкор уменьшил ход, и британцы стали его нагонять. По снизившему ход линкору британские крейсера и эсминцы выпустили в общей сложности 28 торпед, из которых в цель попали как минимум три. Ход «Шарнхорста» снизился до 10 узлов. В последние 25 минут «Дюк оф Йорк» выпустил 25 полных залпов за 27 минут, из которых цель накрыл минимум 21 (84 %). Одним из попаданий он заставил замолчать башню «В». В 19:15 на «Шарнхорсте» замолчала башня «С». Участь германского линкора была решена. Фрэзер приказал добить его торпедами, и в 19:29 «Дюк оф Йорк» прекратил огонь, добившись за время боя не менее 13 подтверждённых попаданий. Бой шёл в условиях полярной ночи, и британцы не смогли отследить, когда «Шарнхорст» пошёл на дно. Только в 20:32 «Белфаст» буквально засеял поле боя множеством осветительных снарядов и передал Фрэзеру сигнал о том, что видит на поверхности воды только обломки.
Всего «Дюк оф Йорк» выпустил 450 356-мм снарядов в 77 залпах. Эффективность действия артиллерии не превысила 68 % — если бы не сбои, он мог выпустить на 200 снарядов больше. Только левое орудие в двухорудийной башне «В» не имело задержек при стрельбе. У остальных отмечались те или иные сбои. Так, в башне «А» орудие № 3 пропустило залпы с 71 по 77. В башне «Y» три орудия замолчали на 15 минут, пропустив 17 залпов. Несмотря на принятые меры по герметизации орудийный портов и барбета, всё равно отмечалось поступление воды в подбашенное отделение башни «А».
Окончание войны
Эти три боя стали единственными, когда 356-мм орудиям пришлось пострелять по целям, для борьбы с которыми они создавались. Получается всего за 6 лет войны по вражеским линкорам они стреляли 4 часа 6 минут: 32 минуты «Принс оф Уэльс», 1 час и 36 минут «Кинг оф Джордж» и 2 часа «Дюк оф Йорк». К концу войны у британских линкоров просто не осталось противников, и они стали привлекаться к стрельбе по берегу.
Несмотря на более активную службу, чем у их германских и японских противников, ни один из линкоров типа «Кинг Джордж» не исчерпал ресурса стволов своих орудий. Всё-таки их основной задачей было противодействие линкорам противника, выследить и обнаружить которые было не просто. А потому британским линкорам большую часть времени приходилось стоять в базах в состоянии готовности к выходу.

## Оценка
| Характеристики главного калибра линкоров начального периода Второй мировой войны (1941 год) | Характеристики главного калибра линкоров начального периода Второй мировой войны (1941 год) | Характеристики главного калибра линкоров начального периода Второй мировой войны (1941 год) | Характеристики главного калибра линкоров начального периода Второй мировой войны (1941 год) | Характеристики главного калибра линкоров начального периода Второй мировой войны (1941 год) | Характеристики главного калибра линкоров начального периода Второй мировой войны (1941 год) | Характеристики главного калибра линкоров начального периода Второй мировой войны (1941 год) | Характеристики главного калибра линкоров начального периода Второй мировой войны (1941 год) | Характеристики главного калибра линкоров начального периода Второй мировой войны (1941 год) |
| Орудие                                                                                      | 15″/42 Mark I                                                                               | 16″/45 Mark I                                                                               | 14″/45 Mark VII                                                                             | 38 cm/52 SK C/34                                                                            | 380 мм/45 Model 1935                                                                        | 381 мм/50 Model 1934                                                                        | 16″/45 Mark 6                                                                               | 40 см/45 Type 03                                                                            |
| ------------------------------------------------------------------------------------------- | ------------------------------------------------------------------------------------------- | ------------------------------------------------------------------------------------------- | ------------------------------------------------------------------------------------------- | ------------------------------------------------------------------------------------------- | ------------------------------------------------------------------------------------------- | ------------------------------------------------------------------------------------------- | ------------------------------------------------------------------------------------------- | ------------------------------------------------------------------------------------------- |
| Страна                                                                                      | Великобритания                                                                              | Великобритания                                                                              | Великобритания                                                                              | Германия                                                                                    | Франция                                                                                     | Италия                                                                                      | США                                                                                         | Япония                                                                                      |
| Калибр, мм                                                                                  | 381                                                                                         | 406                                                                                         | 356                                                                                         | 380                                                                                         | 380                                                                                         | 381                                                                                         | 406                                                                                         | 410                                                                                         |
| Длина ствола, калибров                                                                      | 42                                                                                          | 45                                                                                          | 45                                                                                          | 52                                                                                          | 45                                                                                          | 50                                                                                          | 45                                                                                          | 45                                                                                          |
| Год разработки                                                                              | 1912                                                                                        | 1922                                                                                        | 1937                                                                                        | 1934                                                                                        | 1935                                                                                        | 1934                                                                                        | 1936                                                                                        | 1914                                                                                        |
| Год принятия на вооружение                                                                  | 1915                                                                                        | 1927                                                                                        | 1940                                                                                        | 1939                                                                                        | 1941                                                                                        | 1940                                                                                        | 1941                                                                                        | 1921                                                                                        |
| Корабль                                                                                     | «Худ»                                                                                       | «Нельсон»                                                                                   | «Кинг Джордж V»                                                                             | «Бисмарк»                                                                                   | «Ришельё»                                                                                   | «Литторио»                                                                                  | «Вашингтон»                                                                                 | «Нагато»                                                                                    |
| Масса ствола, т                                                                             | 101,6                                                                                       | 109,7                                                                                       | 80,25                                                                                       | 111                                                                                         | 94,13                                                                                       | 111,66                                                                                      | 97,23                                                                                       | 101,6                                                                                       |
| Тип скрепления ствола                                                                       | проволокой                                                                                  | проволокой                                                                                  | цилиндрами                                                                                  | цилиндрами                                                                                  | цилиндрами                                                                                  | цилиндрами                                                                                  | цилиндрами                                                                                  | проволокой                                                                                  |
| Живучесть ствола, выстрелов                                                                 | 335                                                                                         | 200—250                                                                                     | 340                                                                                         | 180—210                                                                                     | 200                                                                                         | 110—130                                                                                     | 395                                                                                         | 250—300                                                                                     |
| Масса бронебойного снаряда, кг                                                              | 879                                                                                         | 929                                                                                         | 721                                                                                         | 800                                                                                         | 890                                                                                         | 885                                                                                         | 1225                                                                                        | 1020                                                                                        |
| Начальная скорость снаряда, м/с                                                             | 732—785                                                                                     | 788—797                                                                                     | 757                                                                                         | 820                                                                                         | 830                                                                                         | 850                                                                                         | 701                                                                                         | 806                                                                                         |
| Максимальная дальность, км                                                                  | 33,38                                                                                       | 37,4—38,1                                                                                   | 35,26                                                                                       | 36,52                                                                                       | 41,7                                                                                        | 44,64                                                                                       | 33,74                                                                                       | 38,72                                                                                       |
| Бронепробиваемость (мм) на дальности (км)                                                   |                                                                                             |                                                                                             |                                                                                             |                                                                                             |                                                                                             |                                                                                             |                                                                                             |                                                                                             |
| борт (0 км)                                                                                 | 687                                                                                         |                                                                                             | 668                                                                                         |                                                                                             | 748                                                                                         | 814                                                                                         |                                                                                             |                                                                                             |
| борт (9,144 км)                                                                             | 422                                                                                         |                                                                                             | 396                                                                                         | 510 (на 10 км)                                                                              | 630 (на 10 км)                                                                              |                                                                                             | 597                                                                                         |                                                                                             |
| борт (13,716 км)                                                                            | 353                                                                                         | 366                                                                                         | 335                                                                                         |                                                                                             |                                                                                             |                                                                                             | 520                                                                                         |                                                                                             |
| палуба (22,86 км)                                                                           | 121                                                                                         | 99                                                                                          | 102                                                                                         | 104 (на 22 км)                                                                              | 105 (22)                                                                                    | 73 (на 18 км)                                                                               | 146                                                                                         |                                                                                             |
| палуба (27,43 км)                                                                           | 145                                                                                         | 130                                                                                         | 121                                                                                         | 126 (на 27 км)                                                                              | 138 (27)                                                                                    | 130 (на 28 км)                                                                              | 194                                                                                         |                                                                                             |

Само по себе 356-мм орудие вышло достаточно неплохим. Несмотря на переход на несвойственную для британцев схему скрепления ствола кольцами, конструкторы хорошо справились со своей задачей. Орудие вышло достаточно лёгким — на 6 т легче, чем у 356-мм орудий Мк I времён Первой мировой войны. Правда, этот выигрыш был сведён на нет требованием получить минимальный размах качания казённой части. Добились этого за счёт смещения оси цапф от центра тяжести ствола дальше к казённой части, уменьшив таким образом расстояние от оси цапф до казённого среза орудия. Это позволило обеспечить минимальную высоту в подбашенном отделении, резервируемую под ход казённика при откате. Но для балансировки орудия пришлось на казённой части расположить дополнительно груз-противовес массой 11,5 т.
Наиболее удачной частью артиллерийской установки были снаряды. Намучавшись с облегчёнными 406-мм снарядами «Нельсонов», британцы вернулись к концепции «тяжёлый снаряд / умеренная начальная скорость». Благодаря этому значительно выросла живучесть ствола. После Ютландского сражения качество бронебойных снарядов было значительно улучшено. Снаряд получил прочный корпус, менее чувствительный разрывной заряд и модифицированную конструкцию взрывателя. Благодаря этому снаряды не взрывались при прохождении брони как в Ютланде, а пробивали броню даже при значительном отклонении от нормали в целом виде, разрываясь внутри. В целом, несмотря на самый малый калибр среди линкоров других стран и ожидаемо меньшую бронепробиваемость, британцам не приходилось жаловаться на свои снаряды. Оригинальным было бронирование башен. Лобовая плита была вертикальной, вместо наклонной у линкоров других стран. Британские конструкторы посчитали, что на больших дистанциях боя наклон этой плиты только вредит, потому что снаряд начинает попадать в неё под углами, близкими к нормали. И вертикальная плита обеспечивает более оптимальные углы встречи со снарядом.
Зато конструкция самих башен была откровенно неудачной. По опыту Ютланда англичане решили снизить пожароопасность своих башен. Германия и Франция пошли по пути использования в качестве метательного заряда более безопасных порохов на нелетучем растворителе. Англичане остались верны своему кордиту, лишь немного снизив его взрывоопасность за счёт добавок. И пошли по пути установки механических устройств в системах подачи, препятствующих проникновению огня в погреба. В результате, несмотря на заряжание при постоянном угле возвышения, система оказалась в целом гораздо сложнее, чем у 381-мм установок. Установки оказались ненадёжными, и их эксплуатация часто приводила к отказам. Уже на первых практических стрельбах на головном «Кинг Джордже V» выяснилось, что сотрясения от собственных залпов приводят к расхождению контактов в электрической цепи или заклиниванию перемещающихся частей механизмов блокировки. В первых двух боях при охоте на «Бисмарк» эффективность огня ГК «Принс оф Уэльс» падала на 25,65 %, а у «Кинг Джорджа» на 80 %, так что какое-то время могла стрелять только возвышенная двухорудийная башня. Ряд специалистов относит эти неудачи к «детским болезням» неотработанной конструкции. Но даже на третьем году службы «Дюк оф Йорк» в 1943 году в бою с «Шарнхорстом» из-за отказов сделал лишь 68 % выстрелов из положенных.
Английские специалисты склонны объяснять все неполадки в артиллерийских установках «детскими болезнями». Но «корь» растянулась на 3 года, и, как обосновано писал эксперт и военный писатель кэптен Гренфелл по поводу боя с «Бисмарком»: 

«…ссылки на „болезни роста“ очень опасны, поскольку они маскируют тот несомненный факт, что новый корабль, если он вообще готов сражаться, должен иметь возможность сразу вступить в бой и действовать всем своим оружием…».— 
Но по совокупности 356-мм установки «Кинг Джорджей» показали себя адекватными выпавшим британским линкорам задачам. Бронебойные снаряды имели очень высокое качество. С учётом хорошей СУАО обеспечивалась хорошая точность ведения огня. При этом не самая высокая бронепробиваемость не оказалась недостатком. Пробить толстый пояс «Бисмарка» не удалось и 406-мм снарядам «Роднея». И исход этого боя, как и боя с «Шарнхорстом», решила способность германских линкоров вести огонь. Системы управления огнём просто физически не могли иметь адекватной защиты. Для пробития барбетов, крыш и стенок башен с выведением из строя артиллерии противника хватало и 356-мм снарядов. В итоге британские линкоры приводили хорошо защищённые линкоры в небоеспособное состояние в течение первого часа боя. Дальше уже они добивались торпедами с кораблей охранения.
| Характеристики башен главного калибра линкоров начального периода Второй мировой войны (1941 год) | Характеристики башен главного калибра линкоров начального периода Второй мировой войны (1941 год) | Характеристики башен главного калибра линкоров начального периода Второй мировой войны (1941 год) | Характеристики башен главного калибра линкоров начального периода Второй мировой войны (1941 год) | Характеристики башен главного калибра линкоров начального периода Второй мировой войны (1941 год) | Характеристики башен главного калибра линкоров начального периода Второй мировой войны (1941 год) | Характеристики башен главного калибра линкоров начального периода Второй мировой войны (1941 год) | Характеристики башен главного калибра линкоров начального периода Второй мировой войны (1941 год) | Характеристики башен главного калибра линкоров начального периода Второй мировой войны (1941 год) |
| Орудие                                                                                            | 15″/42 Mark I                                                                                     | 16″/45 Mark I                                                                                     | 14″/45 Mark VII                                                                                   | 38 cm/52 SK C/34                                                                                  | 380 мм/45 Model 1935                                                                              | 381 мм/50 Model 1934                                                                              | 16″/45 Mark 6                                                                                     | 40 см/45 Type 03                                                                                  |
| ------------------------------------------------------------------------------------------------- | ------------------------------------------------------------------------------------------------- | ------------------------------------------------------------------------------------------------- | ------------------------------------------------------------------------------------------------- | ------------------------------------------------------------------------------------------------- | ------------------------------------------------------------------------------------------------- | ------------------------------------------------------------------------------------------------- | ------------------------------------------------------------------------------------------------- | ------------------------------------------------------------------------------------------------- |
| Страна                                                                                            | Великобритания                                                                                    | Великобритания                                                                                    | Великобритания                                                                                    | Германия                                                                                          | Франция                                                                                           | Италия                                                                                            | США                                                                                               | Япония                                                                                            |
| Корабль                                                                                           | «Худ»                                                                                             | «Нельсон»                                                                                         | «Кинг Джордж V»                                                                                   | «Бисмарк»                                                                                         | «Ришельё»                                                                                         | «Литторио»                                                                                        | «Вашингтон»                                                                                       | «Нагато»                                                                                          |
| Количество стволов                                                                                | 2                                                                                                 | 3                                                                                                 | 4                                                                                                 | 2                                                                                                 | 4                                                                                                 | 3                                                                                                 | 3                                                                                                 | 2                                                                                                 |
| Скорострельность на ствол, выстрелов/мин                                                          | 2                                                                                                 | 1,5                                                                                               | 2                                                                                                 | 2,3—3                                                                                             | 1,2—2,2                                                                                           | 1,3                                                                                               | 2                                                                                                 | 1,5—2,5                                                                                           |
| Угол возвышения стволов, °                                                                        | −3/+30                                                                                            | −3/+40                                                                                            | −3/+40                                                                                            | −5/+30                                                                                            | −5/+35                                                                                            | −5/+35                                                                                            | /+45                                                                                              | /+43                                                                                              |
| Масса вращающейся части, т                                                                        | 894                                                                                               | 1504                                                                                              | 1557                                                                                              | 1052                                                                                              | 2476                                                                                              | 1595                                                                                              | 1460                                                                                              | 1020                                                                                              |
| Скорость вращения горизонтальная, °/с                                                             | 2                                                                                                 | 4                                                                                                 | 2                                                                                                 | 5                                                                                                 | 5                                                                                                 | 6                                                                                                 | 4                                                                                                 | 3                                                                                                 |
| Скорость подъёма стволов, °/с                                                                     | 5                                                                                                 | 10                                                                                                | 8                                                                                                 | 6                                                                                                 | 5,5                                                                                               | 6                                                                                                 | 12                                                                                                | 5                                                                                                 |
| Внутренний диаметр барбета, м                                                                     | 9,3                                                                                               | 11,43                                                                                             | 12,19                                                                                             | 10                                                                                                | 13,3                                                                                              | 13,19                                                                                             | 11,35                                                                                             |                                                                                                   |
| Бронирование башен, мм                                                                            |                                                                                                   |                                                                                                   |                                                                                                   |                                                                                                   |                                                                                                   |                                                                                                   |                                                                                                   |                                                                                                   |
| Лоб                                                                                               | 381                                                                                               | 406                                                                                               | 324                                                                                               | 360                                                                                               | 430                                                                                               | 350                                                                                               | 406                                                                                               | 356                                                                                               |
| Борт                                                                                              | 305                                                                                               | 228                                                                                               | 224                                                                                               | 220                                                                                               | 300                                                                                               | 200                                                                                               | 249                                                                                               | 200                                                                                               |
| Крыша                                                                                             | 127                                                                                               | 184                                                                                               | 149                                                                                               | 130                                                                                               | 195                                                                                               | 200                                                                                               | 178                                                                                               | 270                                                                                               |
| Барбет                                                                                            | 305                                                                                               | 381                                                                                               | 305—343                                                                                           | 340                                                                                               | 405                                                                                               | 350                                                                                               | 373—406                                                                                           | 305                                                                                               |
| Бронирование корабля, мм                                                                          |                                                                                                   |                                                                                                   |                                                                                                   |                                                                                                   |                                                                                                   |                                                                                                   |                                                                                                   |                                                                                                   |
| Палуба                                                                                            | 51+76                                                                                             | 171                                                                                               | 136                                                                                               | 80+95                                                                                             | 170+40                                                                                            | 45+150                                                                                            | 37+140                                                                                            | 145                                                                                               |
| Борт                                                                                              | 305                                                                                               | 356                                                                                               | 381                                                                                               | 320                                                                                               | 330                                                                                               | 70+280                                                                                            | 305                                                                                               | 305                                                                                               |